# 4931 Томск
4931 Томск (енгл. 4931 Tomsk) је астероид главног астероидног појаса са средњом удаљеношћу од Сунца која износи 2,578 астрономских јединица (АЈ).
Апсолутна магнитуда астероида је 12,0.